# Conover Building
El Conover Building, también conocido como Wright Stop Plaza, es una estructura histórica en el centro de centro de Dayton (Estados Unidos). Construido a principios del siglo XX, el Conover presenta una mezcla de estilos arquitectónicos y se encuentra en una intersección prominente, y ha sido nombrado sitio histórico.

## Arquitectura
El Conover Building presenta una mezcla de ladrillo y piedra en su exterior, aunque el diseño también emplea terracota para fines periféricos;  gran parte de la estructura de soporte se basa en hormigón y acero. Su diseño general mezcla elementos de múltiples subestilos de la arquitectura neorrenacentista,  además de detalles y temas neoclásicos ocasionales. El arquitecto fue Frank Mills Andrews, cuya obra le valió fama en todo Estados Unidos.
Erigido solo ocho años después del primer rascacielos de Dayton, el Conover Building tiene trece pisos de altura. Sus cuatro pisos inferiores conservan un diseño comercial típico, con una arcada, y el estilo barroco aparece en los tres pisos superiores, mientras que los seis pisos más sencillos en el medio se distinguen por un albañilería en su cumbre. Situado en la esquina sureste de las calles Third y Main, se encuentra cerca de United Brethren Publishing House, el edificio comercial y Dayton Arcade.

## Historia
El sitio del edificio Conover se ha utilizado con fines comerciales durante más de dos siglos, comenzando con la apertura de una herrería por parte de Obadiah Conover, nativo de Nueva Jersey, en 1811. La estructura actual fue erigida en el sitio en 1900, ya los pocos años de su construcción, fue reconocida como una de las torres de oficinas más destacadas de Dayton; Durante la inundación del río Miami de 1913, cuando los ríos Miami y Mad rompieron sus diques e inundaron el centro de la ciudad, muchos peatones se refugiaron en los pisos superiores del edificio Conover.
Casi un siglo después, momento en el que Conover también había atraído el nombre de "Edificio estadounidense",  se convirtió en la intersección más peligrosa de Dayton: los repetidos incidentes delictivos en la estación central de autobuses adyacente llevaron a los medios locales a considerar el cruce. de Tercera y Principal el "Rincón del Caos". Desde entonces, los esfuerzos contra el crimen han disminuido sustancialmente, debido a una reorganización del centro de autobuses de la ciudad y la reestructuración de varios otros componentes en el entorno construido del área.
En 1975, el edificio Conover se incluyó en el Registro Nacional de Lugares Históricos debido a su arquitectura histórica distintiva.  Calificó para su inclusión en parte debido a su lugar en el horizonte de toda la ciudad, además de su lugar como un ejemplo destacado de los diseños de Frank Andrews.
En 1998, la Autoridad de Tránsito Regional del Gran Dayton (conocida como la Autoridad de Tránsito Regional del Valle de Miami en ese momento) renovó el edificio y trasladó allí sus oficinas administrativas. La renovación abarcó todo el edificio de 13 pisos. Posteriormente, el edificio se conoció como Wright Stop Plaza. El Centro de Tránsito Wright Stop Plaza de RTA abrió inmediatamente hacia el sur en 2009.